# 남자 never give up
〈남자 never give up〉(男 never give up 오토코 never give up[*])은 Sexy Zone의 7번째 싱글이다.

## 개요
전작 〈King & Queen & Joker〉로부터 약 4개월 만의 싱글이다. 이번 작품에는 나카지마 켄토·키쿠치 후마·사토 쇼리의 3인만 참가하여, 마츠시마 소우·마리우스 요는 일절 참가하지 않았다.
발매일이 2014년 9월 17일에서 10월 1일로 변경되었다.

## 수록곡

### 초회 한정반 S
1. 男 never give up / 남자 never give up
작사: 미우라 요시코 / 작곡: 카와구치 스스무, Joakim Bjornberg, Christofer Erixon / 편곡: 이쿠타 마신
2. Keep The Challenge
작사: 마츠이 고로 / 작곡: 마카이노 코지 / 편곡: 이시즈카 토모키
  - 후지 TV 계열 《여자 배구 월드 그랑프리 2014》 이미지 송
3. Hachidori - 사토 쇼리
작사: 사토 쇼리 / 작곡: Christofer Erixon, 조셉 메린 / 편곡: 이시즈카 토모키

### 초회 한정반 K
1. 男 never give up / 남자 never give up
2. Keep The Challenge
3. LOVE風 / LOVE 바람 - 나카지마 켄토
작사: 나카지마 켄토 / 작곡: MiNE, 시마다 아츠시, Fredrik Samsson / 편곡: 시마다 아츠시

### 초회 한정반 F
1. 男 never give up / 남자 never give up
2. Keep The Challenge
3. It's going down - 키쿠치 후마
작사: 키쿠치 후마 / 작곡: Christofer Erixon, Joakim Bjornberg, Steven Lee / 편곡: 요시오카 타쿠

### 통상반
1. 男 never give up / 남자 never give up
2. Keep The Challenge
3. 明日に向かって撃て! / 내일을 향해 쏴!
작사: 이와사토 유호 / 작곡: 마카이노 코지 / 편곡: 이쿠타 마신
4. 僕は君のすべてになりたい / 나는 너의 모든 것이 되고 싶어
작사: 이와사토 유호 / 작곡: Takuya Harada, Fredrik Samsson / 편곡: Takuya Harada
5. 男 never give up inst.
6. Keep The Challenge inst.
7. 明日に向かって撃て! inst.
8. 僕は君のすべてになりたい inst.

### 회장 한정반
1. 男 never give up / 남자 never give up
2. Keep The Challenge
3. 明日に向かって撃て! / 내일을 향해 쏴!
4. 僕は君のすべてになりたい / 나는 너의 모든 것이 되고 싶어